# Friedrich Dürrenmatt
Friedrich Dürrenmatt (Konolfingen, Cantón de Berna, 5 de enero de 1921 - Neuchâtel, 14 de diciembre de 1990) fue un pintor y escritor suizo en lengua alemana. Hombre polifacético, fue un gran autor teatral; escribió, para la radio y la televisión, ensayos literarios, filosóficos y novelas, la mayor parte policíacas.

## Introducción
Nacido en Konolfingen, un pueblecito del cantón de Berna, hijo de un pastor protestante y nieto de un político local, se mudó con su familia a Berna en 1935, muy probablemente como consecuencia de la crisis económica que también afectaba a Suiza. Allí estudiaría en diferentes centros educativos de segunda enseñanza hasta que en 1941, después de un periplo escolar no especialmente brillante, pasó el examen de acceso a la universidad.
En ese año empieza sus estudios de filosofía, filología, teología y ciencias naturales en Zúrich y posteriormente en la propia Berna, a pesar de que ya a edad temprana había comenzado a expresar una tendencia al dibujo, hasta el punto de que no solamente ilustró algunas de sus obras, sino que elaboró esbozos y escenografías de algunas de sus piezas teatrales.
El estudiante Dürrenmatt vivió la guerra y el fascismo a través de la prensa y la radio. Durante ese tiempo escribió historias de cataclismos y de muerte. El primer texto conservado de aquella época lleva por título "Weihnacht" (Navidad, 1942), breve esbozo en prosa, en el que un paseante encuentra en la nieve al Niño Jesús muerto. A comienzos de 1943 escribe "Der Folterknecht" (El torturador), en el que detalla un espacio de tortura -el mundo- y al torturador -Dios-.
"Escribo conociendo lo absurdo de este mundo, pero sin desesperar", dijo como comentario a sus comedias satíricas y poco moralistas en las que, a menudo, se mezcla lo cruel con lo grotesco.
En 1945, con sus estudios terminados, valoró la posibilidad de realizar una tesis doctoral sobre Søren Kierkegaard, que finalmente no llevó a cabo.
Pero ya en 1945/46 ve la luz su primera obra escrita, "Está escrito" (Es steht geschrieben), basada en un hecho histórico protagonizado por la secta de los anabaptistas en la ciudad de Münster, pretendiendo instaurar allí el reino de la Nueva Jerusalén y que fue estrenada un año más tarde; una comedia lírica y apocalíptica que provocó un escándalo tras su estreno el 19 de abril de 1947.

### Familia
Su vida personal sufre también cambios, pues ese mismo año contrae matrimonio con la actriz Lotti Geissler; al principio vivieron en Basilea, donde nació su hijo Peter en 1947, posteriormente se mudaron a Ligerz, a orillas del lago de Biel, más tarde nacieron sus hijas: Barbara en 1949 y  Ruth en 1951. En 1983 muere su mujer y Dürrenmatt contrae segundas nupcias con la también actriz Charlotte Kerr. La nueva esposa de Dürrenmatt era cineasta y periodista.
Friedrich Dürrenmatt murió el 14 de diciembre de 1990 en Neuchâtel a la edad de 69 años y legó su patrimonio literario a la Confederación Suiza a través de un contrato de herencia, que a cambio, creó los Archivos Literarios Suizos (SLA) en 1991 como un departamento de la Biblioteca Nacional Suiza en Berna

## Desarrollo

### Actividad literaria
Los primeros años de su actividad literaria (en 1950 sale a la luz una de sus obras más importantes: El juez y su verdugo) están marcados por dificultades económicas, pero ya a partir de 1952 la situación mejora, especialmente debido a los encargos que recibe de las radios en lengua alemana para escribir novelas radiofónicas para ellas. Al mismo tiempo, comienza a escribir novelas policíacas, que solían aparecer por capítulos en un periódico suizo.
El año 1952 vive asimismo un importante éxito teatral en Alemania con El matrimonio del señor Misisipi; éxito que se convertiría en mundial con La visita de la vieja dama: en 1964, Bernhard Wicki filmó una película sobre la obra, titulada La visita del rencor
con Ingrid Bergman y Anthony Quinn. Asimismo Gottfried von Einem hizo una ópera en 1971, "Der Besuch der alten Dame").
También en esa época publica Los físicos. Ya a finales de los 50 empiezan a llegar los éxitos en forma de reconocimientos y premios, pues en 1959 recibe el Premio Schiller de la ciudad de Mannheim, en 1960 el Gran Premio Schiller de la Asociación Suiza de Escritores o el doctorado honoris causa de la Temple University de Filadelfia, Jerusalén o Niza. Citar también obras teatrales como "Frank V", "El rey Juan", "Play Strindberg" (1969) y "Tito Andrónico". 
De la prosa señalar las novelas "La promesa", "Griego busca griega" (1955). Además de versiones propias de dramas de William Shakespeare y August Strindberg, escribió también numerosas piezas radiofónicas y textos sobre teoría teatral. Los años 60 fueron sin duda alguna el momento cumbre de su éxito mediático.
El año 1966  estrena una nueva obra de teatro: "El meteoro", que recibe malas críticas. En cambio, el primer volumen de escritos teóricos  publicado ese mismo año con el título "Teatro: escritos y discursos", tiene una buena acogida. En marzo de 1967 estrena "Los anabaptistas"  reelaboración, en forma de comedia, de su primera obra: "Es steht geschrieben". La convulsa situación social que se vive en Europa a finales de la década de los 60, y que tiene  en  Mayo del 68 su cumbre, impulsa a Dürrenmatt, y a otros escritores, a comprometerse en cuestiones políticas mediante conferencias, artículos e incluso actos de protesta. Así, en septiembre de 1968, Dürrenmatt se reúne en Basilea con Heinrich Böll, Günter Grass, Max Frisch y otros destacados autores de la literatura en lengua alemana para protestar contra la invasión de Checoslovaquia por las tropas soviéticas.
En 1970 empieza a redactar "Stoffe" (Esencia); escribió durante décadas su obra autobiográfica Stoffe sin conseguirlo. En su finca se encontraron 30.000 páginas manuscritas, texto que no se publicará hasta 1981, y ve estrenadas tres obras suyas en solo 50 días: una adaptación del fausto de Goethe, otra de "Tito Andrónico" de Shakespeare y "Porträt eines Planeten" (Retrato de un planeta), un toque de atención sobre el dudoso futuro de la humanidad en la Tierra, aunque presentado a través del prisma sarcástico y grotesco que ya es marca de la casa. En 1971 se publica la narración  "Der Sturz"  (La caída), y un año más tarde una nueva recopilación de textos sobre el hecho teatral, bajo el título "Dramaturgisches und Kritisches" (Sobre dramaturgia y crítica). Además, en 1972 Dürrenmatt vuelve a ponerse al frente de una producción teatral como director, para escenificar el "Woyzeck" de Georg Büchner. Por otro lado, en estos años se estrenan la versión operística de La visita de la vieja dama y una adaptación cinematográfica de uno de los guiones radiofónicos más conocidos de Dürrenmatt, "El desperfecto", por parte del director italiano Ettore Scola, bajo el título "La più bella serata della mia vita", con Alberto Sordi en el papel protagonista; esto nos da una idea, una vez más, del gran prestigio internacional que había adquirido ya Dürrenmatt, apenas cumplidos los 50 años.
En 1973 se estrena en Zürich una nueva pieza teatral, "El cooperador". La puesta en escena debía ir a cargo del director polaco Andrzej Wajda, pero las diferencias surgidas durante el proceso de montaje de la obra entre el autor y el director hacen que la acabe dirigiendo el propio Dürrenmatt, con escaso éxito. Una decepción más que provoca que Dürrenmatt abandone durante un tiempo la escritura teatral.
A partir del fracaso, solamente publicó dos obras de teatro, "La fecha límite" en 1975 y "Achterloo" en 1983, sobre esta última obra escribió que significaba su "despedida del escenario"; aunque siguió escribiendo novelas y otros textos

### Compromiso social
Autor socialmente crítico, Dürrenmatt escribió sus opiniones sobre política internacional en ensayos y conferencias, por ejemplo, el texto en prensa "Estoy detrás de Israel" del año 1973 y una conferencia en el cumpleaños N.º 100 de Albert Einstein en la ETH de Zúrich (1979). En febrero de 1987 participó en la conferencia de paz de Moscú convocada por Mijaíl Gorbachov y pronunció un discurso que luego se publicó con el título "La esperanza de Kant". En 1990 pronunció otro ante Václav Havel, titulado: "Suiza: una prisión".
Dürrenmatt cuestionó su época, diciendo que estaba al borde de la implosión. Procesó estos temas críticamente y los reinterpretó. Y sobre todo creó pinturas, dibujos y caricaturas. Albrecht Dürer, Hieronymus Bosch, Pieter Bruegel, Giovanni Battista Piranesi, Francisco de Goya y su amigo Varlin fueron fuentes de inspiración para el pintor Dürrenmatt. Reinterpretó los temas de la mitología y la religión. No vendió sus pinturas y rara vez las exhibió. Él dijo: "Mis dibujos no son obras secundarias a mis obras literarias, sino los campos de batalla dibujados y pintados en los que tienen lugar mis luchas, aventuras, experimentos y derrotas literarias".

### Centro Dürrenmatt

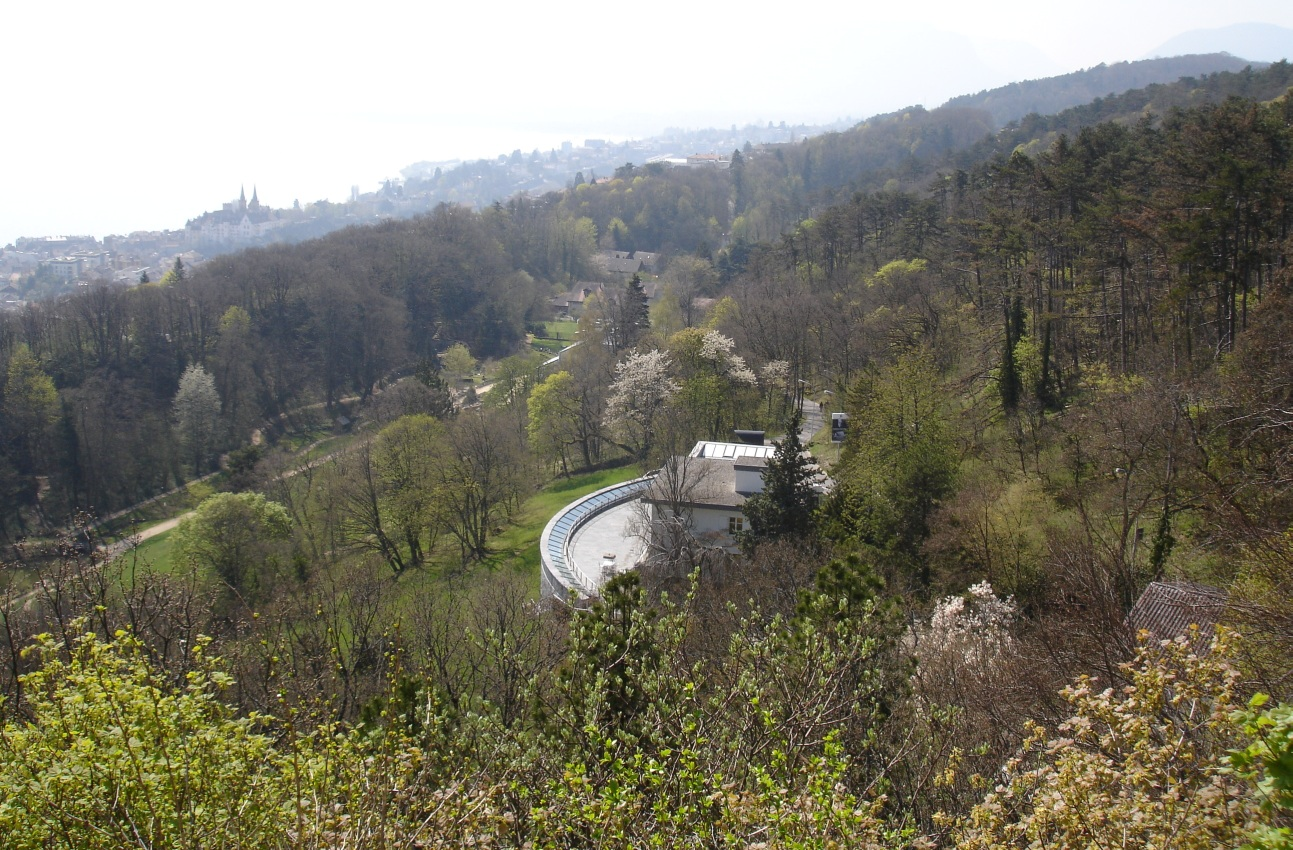
Centro Dürrenmatt

Especialmente digno de visita es el Centro Dürrenmatt (Centre Dürrenmatt) en Neuchâtel. En 1952 Dürrenmatt se mudó a esta casa en la parte alta de la ciudad, en la que vivió hasta su muerte el 14 de diciembre de 1990. En algunas de sus obras aparecen claras referencias a su vida en la Suiza occidental, en la frontera lingüística entre el francés y el alemán. Tras su muerte, su casa fue acondicionada y ampliada para la apertura de un museo, que se inauguraría en septiembre de 2000. Su finalidad es, como no podía ser de otra manera, recoger todo lo posible de su producción literaria, pictórica y creativa, además de su biblioteca personal. Aparte de la exposición de muchos de sus objetos (entre ellos numerosos esbozos para sus piezas teatrales) se organizan actos culturales variados.

### Dürrenmatt en español
Tardía fue la traducción al español de la obra de Dürrenmatt. La primera con la que se inicia es "La visita de la vieja dama", incluida en el volumen "Teatro suizo contemporáneo" (Aguilar, 1963), realizada conjuntamente por M. G. Alvárez–Kalverkamp, Luis Hernández Alfonso y José Hesse.  En 1964 vio la luz la versión catalana de "La promesa", traducida por A. Quintana (Edicions 62); y en 1966, una nueva edición en castellano, de José María Valverde, para editorial Noguer. La primera versión como volumen independiente de "La visita de la vieja dama" es del año 1965 y es obra de Fernando Díaz–Plaja (Alfil; reed. por Círculo de Lectores, 1973)

### Literatura suiza escrita en alemán

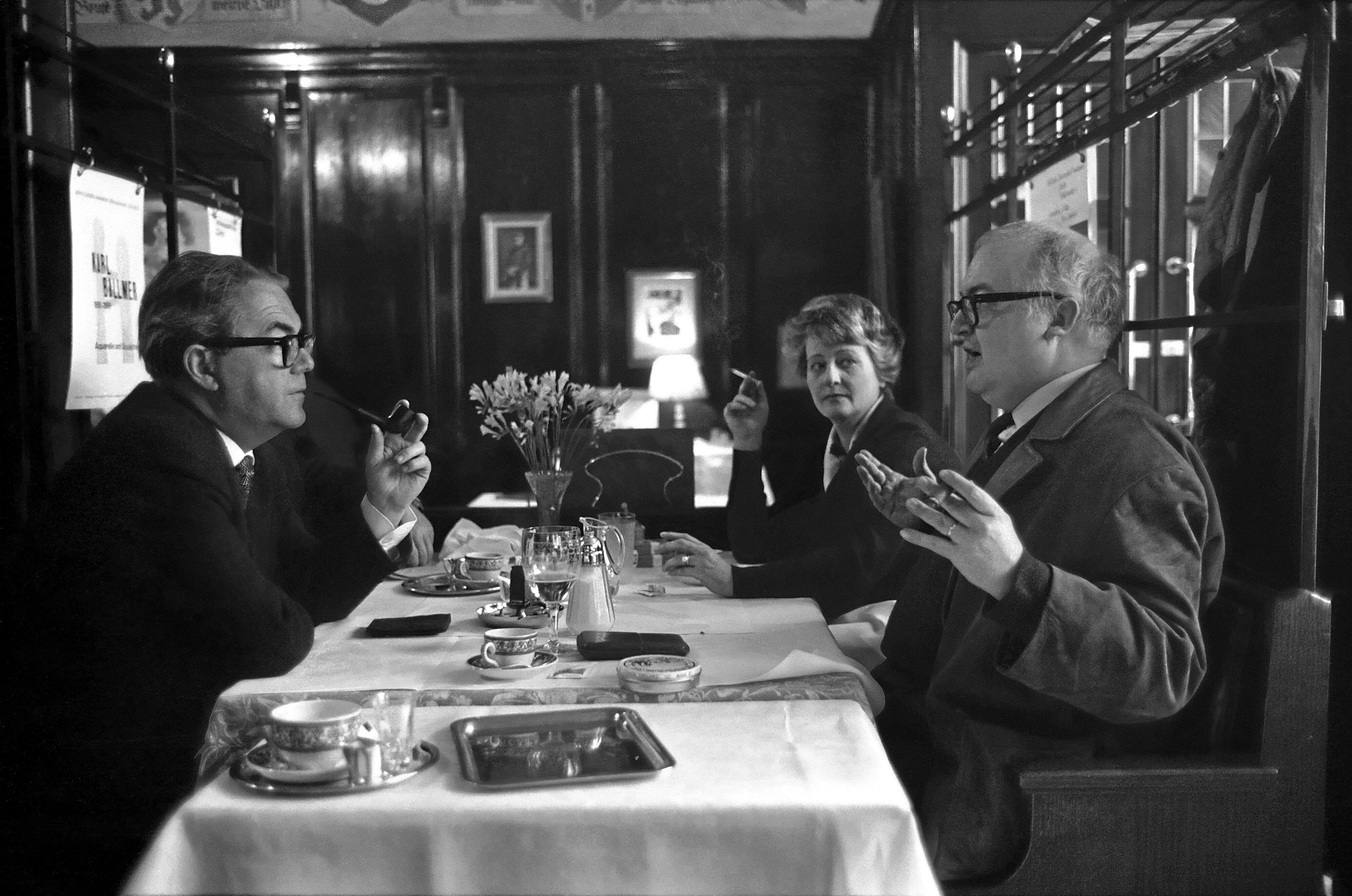
Max Frisch y Friedrich Dürrenmatt en el Kronenhalle de Zúrich (1961)

Suiza es un país plurilingüe y también lo es su producción literaria. De hecho, las cuatro regiones lingüísticas del país tienen una tradición literaria y editorial. 
Los autores más conocidos de la literatura suiza en alemán en la segunda mitad del siglo XX son Max Frisch (1911-91), entre cuyas obras figuran 'Homo Faber', 'Biederman y los incendiarios' y 'No soy Stiller', y Friederich Dürrenmatt (1921-90). Dürrenmatt y Frisch mantuvieron un intercambio epistolar que ha sido publicado. Frisch había recibido el manuscrito de la primera obra teatral de Dürrenmatt,  por la editorial de teatro de Kurt Reiss y, tras leerlo, empezó un contacto con Dürrenmatt por carta y con ello comenzó su relación.

### La teoría del drama de Dürrenmatt
Al igual que Bertolt Brecht (1898-1956), cuyas teorías sobre el teatro épico estudió Dürrenmatt y junto a quien se le considera el “teórico más original”,  él quería distanciar al público de lo que sucedía en el escenario. El espectador ya no debe asumir el papel de un consumidor pasivo. Se le debe animar a pensar por sí mismo.
Para ello, Dürrenmatt prefirió el recurso estilístico de la alienación, que cuestiona lo generalmente aceptado y revela la inconsistencia de las estructuras sociales. Igualmente característicos son los elementos trágico-grotescos, es decir, una combinación de lo que parece ser incompatible. Sin embargo, a diferencia de Brecht, Dürrenmatt no presentó una visión del mundo (en Brecht, el marxismo).
Dürrenmatt creó así su propio tipo de tragicomedia, una forma mixta de tragedia y comedia, que él cree que es “la única forma dramática posible hoy en día para expresar lo trágico”. Como dice Dürrenmatt en su texto "Problemas teatrales" de 1955, la tragedia presupone “culpa, angustia, moderación, visión general, responsabilidad” para lograr su fin, la purificación del individuo. En la complejidad del mundo moderno, según Dürrenmatt, la culpa se desdibuja y se deja de lado, solo lo grotesco entra en juego en la era moderna. Refiriéndose a su drama "Los físicos", acuñó la cita "Se cree que una historia ha terminado cuando ha dado el peor giro posible".
Destacan tres obras de Dürrenmatt, que hacen comprensible su época para las generaciones posteriores: su comedia trágica sobre la venalidad del hombre y el efecto corruptor de la prosperidad (La visita de la vieja dama, 1956), la parábola de la amenaza a la humanidad por parte de la civilización (Die Physike, 1962) y finalmente la parábola de la culpa del individuo, que la crítica alemana subestimó por completo: (Die Panne, 1956).

### Obras
Muchas de sus novelas y cuentos también han sido adaptados como radioteatros. Hay diferentes versiones de casi todas las obras.
Novelas policíacas
- El juez y su verdugo, 1952.
- La sospecha, 1952.[12]
- La promesa, 1958.

Piezas radiofónicas
- El atasco (Die Panne).

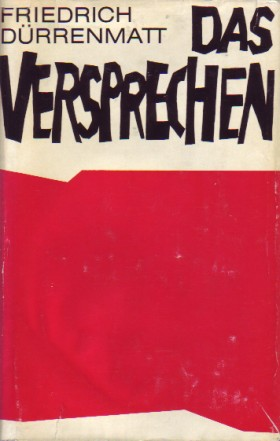
La Promesa

- Proceso por la sombra de un burro, 1951.
- Abendstunde im Spätherbst; titulada "Crepúsculo otoñal" en la  edición argentina traducida por Nicolás Whenckeim y publicada por "Ediciones Nueva Visión", Buenos Aires.[26]
- Nächitliches Gespräch; titulada "Coloquio nocturno" en la edición argentina traducida por Nicolás Whenckeim y publicada por "Ediciones Nueva Visión", Buenos Aires.[27]

Obras de teatro
- Es steht geschrieben, 1947
- Rómulo el Grande, 1949.
- El matrimonio del señor Misisipi, 1952.
- Un ángel en Babilonia, 1953.
- Hércules y el establo de Augias, 1954.
- La visita de la vieja dama, 1956.
- Frank V, 1959.
- Los físicos, 1962.
- Meteoro, 1966.
- Faust I, 1970.
- Los anabaptistas, 1967.
- Titus Andronicus.
- Play Strindberg - según La danza macabra de August Strindberg, 1969.
- El cooperador, 1973.
- La fecha límite (Die Frist), 1975.
- Achterloo, 1983.

Novelas
- Navidad, 1943.
- El verdugo, 1943.
- La salchicha, 1943.
- El hijo, 1943.
- El perrito con sarna, 1944.
- Los viejos, 1945.
- La imagen de Sísifo, 1945.
- El director de teatro, 1943.
- La trampa, 1946.
- Pilatos, 1946.
- La ciudad, 1947.
- El perro, 1951.
- El túnel, 1952.
- Griego busca griega, 1955.
- El atasco (Die Panne), 1956. Esta novela breve ha sido llevada al teatro en diversas ocasiones. En España se ha representado a partir de 2011 con el título de La avería.[28][29]
- La caída d'A, 1971.
- Justicia, 1985.
- La misión, 1986.
- El encargo, 1988.

Filmografía como actor
- Der Richter und sein Henker, 1976, de Maximilian Schell.[30]

Filmografía como guionista
- El cebo, 1958, de Ladislao Vajda.[31]
- Der Richter und sein Henker, 1976, de Maximilian Schell.

Publicado póstumamente
- Midas o El lienzo negro. Diógenes, Zúrich 1991, ISBN 3-257-01885-1.
- La esperanza de Kant. Discurso político. Con un ensayo de Walter Jens. Diógenes, Zúrich 1991, ISBN 3-257-01890-8.
- Pensamiento conjunto. Ensayos, cuentos y fragmentos procedentes del legado familiar. Diógenes, Zúrich 1992, ISBN 3-257-01888-6.
- Lo posible es inmenso. Poemas seleccionados. Diógenes, Zúrich 1993, ISBN 3-257-01946-7.
- Bloc de dibujo. Ángel, diablo y así sucesivamente. Editado por Charlotte Kerr y Ted Scapa. Benteli, Wabern 1994, ISBN 3-7165-0939-6.
- Los jubilados. Fragmento de una novela policiaca. Diógenes, Zúrich 1995, ISBN 3-257-06063-7.
- Conversaciones 1961-1990 en cuatro tomos. editado por Heinz Ludwig Arnold . Diógenes, Zúrich 1996, ISBN 3-257-06111-0.
- Correspondencia con Max Frisch. Editado por Pedro Ruedi. Diógenes, Zúrich 1998, ISBN 3-257-06174-9.
- El rinoceronte le escribe a la tigresa. Cuentos con imágenes editados por Charlotte Kerr. Erker, St. Gallen 2001, ISBN 3-905546-51-5.
- El jugador de ajedrez. Fragmento Ilustrado por Hannes Binder. Officina Ludi, Grosshansdorf 2007, ISBN 978-3-00-022105-7.[17]
- Proyecto-stoffe .(Intento autobiográfico).[32]Edición en cinco tomos, procedente del legado familiar. Ulrich Weber y Rudolf Probst. Diógenes, Zúrich 2021, ISBN 978-3-257-07101-6.
- Antología. "Diogenes Verlag". 7 volúmenes. 1988. ISBN 3-257-01771-5

## Publicado por Charlotte Kerr
En la novela "la Misión" (Der Auftrag) de 1986, aparece un abrigo rojo, inspirado en el que Dürrenmatt le regaló a su segunda esposa, Charlotte Kerr, ella, al escribir los recuerdos de su matrimonio, en 1992, tituló el libro "La mujer del abrigo rojo"  en el que cuenta experiencias de su tiempo juntos. 

## Antología
De 1980 a 1986 su obra dramática se publicó en 17 volúmenes y la prosa en 12, editados por "Daniel Keel" en colaboración con el autor; simultáneamente en tapa dura por "Arche Verlag" y en rústica por "Diogenes Verlag". El volumen 30 contiene testimonios sobre Friedrich Dürrenmatt. En 1998, "Diogenes Verlag" publicó la nueva edición de bolsillo, ampliada a 30 volúmenes.

### Premios importantes
- 1959, premio de la crítica del teatro de Nueva York por La visita de la vieja dama
- 1959, Premio Schiller[34]en Mannheim
- 1960, gran premio de la Fundación Schiller
- 1968, Premio Grillparzer de la Academia Austriaca de Ciencias
- 1969, gran premio de literatura del cantón de Berna  * 1969, doctorado honoris causa de Temple University, Filadelfia
- 1976, Welsh Arts Council International Writer's Prize
- 1977, medalla Buber-Rosenzweig[35] en Fráncfort
- 1981, doctorado honoris causa de la Universidad de Neuchâtel,
- 1983, premio del Estado austriaco de la literatura europea
- 1985, premio literario de Baviera (Jean-Paul Preis)[36]
- 1986, premio Georg Büchner[37]
- 1986, premio Schiller[38]

### Citas
«La Tierra es una gasolinera en la que no está prohibido fumar». (Die Welt ist eine Tankstelle, an der das Rauchen nicht verboten ist.)
«Tristes tiempos estos en los que hay que luchar por lo que es evidente».
«Suiza tiene algo grotesco en su carácter –declaró alguna vez–; sus intentos de constante neutralidad se parecen a los de una virgen ganándose la vida en un burdel que pretende, además, permanecer casta.»
«No dudo de la necesidad del Estado; dudo de que nuestro Estado sea necesario».